# Pilgersdorf
Pilgersdorf (węg. Pörgölény, burg.-chorw. Pilištrof) – gmina w Austrii, w kraju związkowym Burgenland, w powiecie Oberpullendorf. 1 stycznia 2014 liczyła 1,66 tys. mieszkańców.